# Mycotrupes lethroides
Mycotrupes lethroides är en skalbaggsart som beskrevs av John Obadiah Westwood 1837. Mycotrupes lethroides ingår i släktet Mycotrupes och familjen tordyvlar. Inga underarter finns listade i Catalogue of Life.